# Morovič
Morovič je redkejši priimek v Sloveniji, ki ga je po podatkih Statističnega urada Republike Slovenije je na dan 1. januarja 2010  uporabljalo manj kot 5 oseb.  

## Znani nosilci priimka
- Andrej Morovič (*1960), pisatelj